# Крамер, Крис
Крис Крамер (англ. Chris Kramer, род. 14 мая 1975, Реджайна, Саскачеван, Канада) — канадский и американский актёр. Известность Крамер приобрёл, играя главную роль Моргана Пима в телесериале «Собиратель душ». Также снимался в сериалах «Иерихон», «Спасите Грейс», «Just Cause» и других.

## Биография
Крис родился в Реджайне. Его семья часто меняла место жительство, переезжая с места на место. Пожив в различных городах Канады, Крамеры поселились в Калгари, Альберта. В возрасте 21 года Крис бросил колледж и переехал в Ванкувер, чтобы воплотить в жизнь свою мечту — стать актёром. В настоящее время Крис Крамер живёт в Лос-Анджелесе.

## Фильмография
| Год       | Фильм/Сериал                           | Оригинальное название                 | Роль             |
| --------- | -------------------------------------- | ------------------------------------- | ---------------- |
| 1997      | Дорогая, я уменьшил детей (телесериал) | Honey, I Shrunk the Kids: The TV Show | Дилан            |
| 2000      | Первая волна                           | First Wave                            | …                |
| 2000      | Семь дней (телесериал)                 | Seven Days                            | Билли            |
| 2001      | Тёмный ангел                           | Dark Angel                            | Майк             |
| 2002      | Правое дело                            | Just Cause                            | Лайл             |
| 2003      | Сумеречная зона (телесериал)           | The Twilight Zone                     | Уолтер Смит      |
| 2003      | Звёздные врата: SG-1                   | Stargate SG-1                         | Пилот № 2        |
| 2005      | Мёртвая зона (телесериал)              | The Dead Zone                         | Митч             |
| 2005      | Чужой в моей постели                   | Stranger in My Bed                    | Райан Хансен     |
| 2006      | Круг друзей (фильм, 2006)              | Circle of Friends                     | Гарри            |
| 2004-2006 | Собиратель душ                         | The Collector                         | Морган Пим       |
| 2006      | Её роковой недостаток (фильм)          | Her Fatal Flaw                        | Det. Mark Farrow |
| 2007      | 24 часа (телесериал)                   | 24                                    | Стюарт Прессман  |
| 2007      | Спасите Грейс                          | Saving Grace                          | Дэнни            |
| 2008      | Иерихон (телесериал)                   | Jericho                               | Чавес            |
| 2009      | Зверь (телесериал, 2009)               | The Beast                             | Джеки Доэрти     |